# عباس انجم‌روز
عباس انجم‌روز (زادهٔ خرداد ۱۳۰۴ – درگذشتهٔ بهار ۱۳۸۴)، محقق، نویسنده و روزنامه‌نگار ایرانی‌ بود.

## زندگینامه
عباس انجم‌روز، در سال ۱۳۰۴ خورشیدی در یکی از خانواده‌های اعیان بندر لنگه متولد شد. محمد و فاطمه پدر و مادر وی هر دو عموزاده و از خواجه‌های (اعیان و اصیل) خور لارستان بوده‌اند. پدر ایشان، خواجه محمد از تجار امارات متحده عربی بود. با توجه به شغل پدر، بخشی از دوران کودکی را به همراه خانواده در کشور امارات- در شهر (ابوظبی) سپری کرد. پس از آن به همراه خانواده به بندرعباس مهاجرت کردند.
در جوانی به تهران رفت و فعالیت کاری خود را به عنوان روزنامه‌نگار ادامه داد. وی حافظ کل قرآن کریم بود و به زبان عربی فصیح، تسلط کامل داشت.
عباس انجم روز سال‌ها به عنوان مترجم زبان عربی و محقق فولکلور خلیج فارس با رادیو و تلویزیون ملی ایران بطور رسمی همکاری داشت و در ادامه این همکاری به عنوان نمایندهٔ ایران در عمان از سوی تلویزیون ملی ایران انتخاب گردید.
از سال ۱۹۷۹ میلادی با تلاش پیگیر به تحقیق و نگارش در زمینه فرهنگ و جغرافیای خلیج فارس پرداخت و نتایج تحقیقات خود را در قالب چند کتاب منتشر نمود. در طی این سال‌ها همواره به عنوان مرجع و منبعی آگاه از سوی سایر نویسندگان فرهنگ و جغرافیای خلیج فارس شناخته می شد، بطوریکه در کتب زیادی از وی نام برده شده‌است.
وی همچنان به دو زبان فارسی و دری شعر می سرود. مقالات ادبی به قلم وی دربررسی و شناخت سعدی و حافظ در نشریات ایران به چاپ رسیده است.

## آثار
بخشی از آثار نوشتاری عباس انجم‌روز، شامل سلسله مقالات وی در روزنامه کیهان (دوران سردبیری مرحوم استاد فرامرزی)، روزنامه پیک خجسته (اواخر دهه ۵۰ خورشیدی)، خاور، اطلاعات، بهار ایران، خواندنیها و بخش دیگر شامل کتاب‌هاست.
- بستکی، محمدشریف (ابن سلطان العلماء)، ۱۳۳۳-۱۲۷۵. ب‍رای ه‍م‍ه، به کوشش عباس انجم روز.
- انجم‌روز، عباس. ب‍ررس‍ی ک‍وت‍اه‍ی از آث‍ار س‍دی‍دال‍س‍ل‍طن‍ه، وق‍ای‍ع‌ن‍گ‍ار ج‍ن‍وب، ک‍ت‍اب م‍اه ت‍اری‍خ و ج‍غ‍راف‍ی‍ا، ش ۴۶، ۴۷ ، (م‍رداد، ش‍ه‍ری‍ور ۱۳۸۰): ص ۱۲۴ - ۱۲۵.
- بنی‌عباسیان‌بستکی، محمداعظم. تاریخ جهانگیریه و بنی‌عباسیان بستک، به کوشش عباس انجم‌روز، نشر کاویان، ۱۳۳۹.
- انجم‌روز، عباس. خرماستان ایران: ش‍ام‍ل ت‍اری‍خ پ‍ی‍دای‍ش و آم‍ار خ‍رم‍ا و ن‍خ‍ل‍س‍ت‍ان‌ها، نشر عباس انجم‌روز، ۱۳۷۳.
- انجم‌روز، عباس. س‍ی‍ر ت‍اری‍خ‍ی ب‍رق‍ع از ب‍اس‍ت‍ان ت‍ا ب‍ه ام‍روز ب‍رق‍ع‌پ‍وش‍ان خ‍ل‍ی‍ج ف‍ارس و دری‍ای ع‍م‍ان، نشر عباس انجم‌روز، ۱۳۷۱.
- انجم‌روز، عباس. فرهنگ دری و جغرافیای لا رستان، بنادر، جزایر و اعلام، تهران: فروغ علم، ۱۳۷۵.
- دری‍ای‍ی، اح‍م‍دن‍ور. م‍راس‍م آی‍ی‍ن‍ی و ف‍ول‍ک‍ور م‍ردم ب‍ن‍در ک‍ن‍گ، ب‍ا م‍ق‍دم‍ه‌ای از ع‍ب‍اس ان‍ج‍م‌روز، اح‍م‍د ج‍ولای‍ی، تهران:انتشارات احسان، ۱۳۸۴.

## مقالات
- سخنگویان و شعراء علماء و فقهاء و هنرمندانی که روی در نقاب خاک کشیده‌اند و از آن‌ها نامی به میان نیامده است.
- فرهنگ مردم‌شناسی و فولکور جنوب.
- امثال و حکم دری پارسی.
- تاریخ دولت خانه کنگ و کیش و آثار موجود در آن.
- تاریخ اقتصادی- اجتماعی- فرهنگی ادبی و هنری جزایر خلیج فارس.